# Paradox (datorprogram)
Paradox är ett databasprogram. Det utvecklade ursprungligen av Ansa Software och lanserades för DOS hösten 1985. Programmet såldes i september 1987 till Borland, som fortsatte utvecklingen för DOS-plattformen fram till september 1993 då den sista DOS-versionen (4.5) släpptes. Första Windows-versionen släpptes i januari 1993. En Win32-anpassad version släpptes i december 1995, men 1996 sålde Borland Paradox till Corel. Dels ville man fokusera på produkter för utvecklare, dels var Corel intresserade av ett databasprogram till sin svit med kontorsprogram som de köpt från Novell (som i sin tur köpt upp WordPerfect och övertagit Quattro Pro från Borland).
Paradox var från början mer av ett registerprogram i samma klass som dBase (också uppköpt av Borland), men programmerbarhet fanns tidigt i och med programspråket Paradox Application Language (PAL). Under 1990-talet migrerade PAL till det objektorienterade och tämligen annorlunda ObjectPAL. Från att tidigare bara använt frågespråket Query By Example (QBE) introducerades även stöd för SQL.
Idag säljs Paradox endast i professional-versionen av kontorspaketet WordPerfect Office.